# 鲍姆加滕 (布尔根兰州)
鲍姆加滕是奥地利布尔根兰州马特斯堡县的一个市镇。总面积6.96平方公里，总人口880人，人口密度126.4人/平方公里（2001年）。